# DC-UK
A DC-UK egy Dreamcast játékkonzollal foglalkozó magazin volt, amit a Future Publishing adott ki az Egyesült Királyságban. Az első lapszáma 1999 augusztusában, míg az utolsó 2001 áprilisában jelent meg. Az újságot Caspar Field, az Edge volt helyettes szerkesztője alapította, a hetedik lapszámig szerkesztette a DC-UK-t. Miután kilépett az újságtól megalapította a Mr Dreamcast gyerekeknek szóló Dreamcast magazint, és a társszerkesztője, Keith Stuart vette át a helyét a 19. lapszámig. Az utolsó számot az akkori helyettes szerkesztő; Lee Hart vezényelte
A DC-UK eltért az addigi megszokott Future Publishing játék magazinok felépítésétől; ami a következőképpen alakult: hírek, előzetesek, cikkek, tesztek, tippek, levelek. A DC-UK-ban pedig a következő volt: tesztek, hírek, cikkek, előzetesek, tippek, levelek. Az újság ezeken felül még egyéb tartalmakkal is szolgált; mint például interjúk a játékfejlesztőkkel és a Sega karaktereihez illő koktélok készítése. Field távozása után a DC-UK visszatért a régi Future Publishing felépítéshez, amit a magazin megszűnéséig használtak. A derűs hangulat azonban minden lapszámnál jelen volt és 1999-ben jelölték az InDin „Év magazinja” díjára.
A DC-UK eladási adatai erősek voltak, különösen alapításának első hónapjaiban, gyakran megközelítve az Official Dreamcast Magazine-t. A DC-UK-t valójában azért alapította a Future Publishing, hogy megszerezze a hivatalos Dreamcast magazin címet az Egyesült Királyságban. Azonban ez ellen a Sony Computer Entertainment Europe (SCEE), akitől a Future megkapta az Official UK PlayStation Magazine jogát tiltakozott, ezért a Future visszavonta a hivatalos Dreamcast magazinra tett ajánlatát.
2000 márciusában a Future kiadta a rövid életű DC-TIPS első lapszámát. Mind a DC-TIPS, mind a DC-UK eladásai romlottak, mivel 2000 tavaszára a britek figyelmét lekötötte a PlayStation 2 novemberi megjelenése.

## Weblap
Az újság élete alatt volt egy weblapja; a dc-uk.co.uk. Ezt 2001. március 8-án, nem sokkal miután az utolsó lapszám felkerült az újságárusok polcaira egy „Viszlát srácok!” (Goodbye folks!) üzenettel megszüntették.